# Angeline
Angeline är ett rockband från Ljusdal.

## Historik
Gruppen bildades våren 1987 och rönte framgångar med tredjeplatsen i Musik direkt samt i Rock-SM 1988, där det blev en andraplats. Bandet släppte 1990 sitt första album Don’t settle for second best. 1993 hade man spelningar i Italien. Vid tiden kring 1995, då sångaren Jörgen "Sigge" Sigvardsson avled, var bandet ett rent coverband och spelade på diverse semesterorter runt om i Sverige fram till 2000 då bandet sedan tog en paus. 
Något senare samlades några vänner till Sigge Sigvardsson och spelade in en dokumentärkortfilm om honom och hans liv. Manus skrevs av Gudrun Lindfors och Charlie Granberg, och producerades av Lindfors. Filmens titel är "Sigge Stardust" och premiärvisades i november 2003 samt i januari 2004 på Göteborgs filmfestival. Den vann senare Publikens pris vid Uppsala Internationella Kortfilmfestival i oktober 2004.
I oktober 2007 samlades bandet återigen för att delta i utdelningen av ”Sigge”-stipendiet. Konserten var en mindre succé för bandet och de bestämde sig därefter för att starta om på nytt. Den 19 februari 2010 släppte bandet sitt första nya album på 20 år, Confessions. Den 18 juni släpptes albumet i hela Europa men då på tyska etiketten Avenue of Allies.
Under våren och sommaren 2011 spelade bandet in uppföljaren Disconnected. Albumet släpptes den 9 december 2011, även denna gång av tyska bolaget Avenue of Allies.
Hösten 2012 samlades bandet igen för att spela in en 4-spårs EP. Ep:n var tänkt som en 25-årspresent till alla som följt bandet genom åren och kunde under julen 2012 laddas ner gratis från bandets hemsida. Den 25 januari 2013 släpptes EP:n officiellt som en digital Ep via iTunes och Spotify, nu av bolaget Vegna Music.
Hösten 2017 bildade bandet det egna bolaget Blow your fez off music och återutgav digitalt albumen Confessions och Disconnected, nu med nya omslag och bonuslåtar. Även Epn Life återutgavs men i sin ursprungliga form. 
Den 28 september 2018 släppte bandet nya albumet Shadowlands och under hösten 2019 kom Epn "This Time". Våren 2020 släpptes en remix av titellåten från albumet "Confessions", detta för att uppmärksamma albumets 10-årsjubileum. Den 19 februari 2021 släppte bandet sitt fjärde album "We Were Raised On Radio" vilket fick fina recensioner runt om i Europa.

## Medlemmar
Nuvarande
- Joachim "Jocke" Nilsson – Sång och gitarr  (1987–)
- Jan-Erik "Janne" Arkegren – Gitarr (1987–)
- Torbjörn "Tobbe" Jonsson – Trummor (1987–)
- Ulf "Uffe" Nilsson – Bas (1987–1995, 2007–)

Tidigare
- Jörgen ”Sigge” Sigvardsson - Sång (1987–1994)
- Peer Åström – Keyboards (1988–1990)
- Leif Grabbe – Sång (1994–1995)

## Diskografi

### Album
- 2010 – Confessions
- 2011 – Disconnected
- 2018 – Shadowlands
- 2021 - We Were Raised On Radio

### EP och singlar
- 1990 – Don't settle for seconds best!
- 1994 – Rain
- 2013 – Life, E.P. Volume 1
- 2017 – Live Life (Like you mean it)
- 2019 - This Time, E.P. Volume 2

## Filmografi
- Sigge Stardust på Svensk Filmdatabas, producent Gudrun Lindfors, regi och manus Charlie Granberg

### Fotnoter
1. ↑   Arkiverad 31 augusti 2018 hämtat från the Wayback Machine. "Angeline firar 30 år på Rosehills!" Radio Ljusdal (2017). Läst 8 november 2019.
2. 1 2 3 4  Frida Söderlund (24 mars 2010). ”Angelines erkännande” (på svenska). Hela Hälsingland. https://www.helahalsingland.se/artikel/angelines-erkannande. Läst 2 november 2019.
3. ↑  ”Sigge Stardust - Festivalvisning”. Svensk Filmdatabas. http://www.svenskfilmdatabas.se/sv/item/?type=film&itemid=56865#release-dates. Läst 8 november 2019.
4. ↑  ”Sigge Stardust”. Svensk Filmdatabas. 2004. http://www.svenskfilmdatabas.se/sv/item/?type=film&itemid=56865. Läst 8 november 2019.
5. ↑  Ron Dahlgren (28 augusti 2018). ”Angeline avtäcker låtlista och omslag”. Rocknyyy. https://www.rocknytt.net/nyheter/73183-angeline-avtacker-latlista-och-omslag. Läst 2 november 2019.